# Leptosciarella atricha
Leptosciarella atricha är en tvåvingeart som först beskrevs av Risto Kalevi Tuomikoski 1960.  Leptosciarella atricha ingår i släktet Leptosciarella och familjen sorgmyggor.
Artens utbredningsområde är Finland. Arten är reproducerande i Sverige. Inga underarter finns listade i Catalogue of Life.